# Equilibrio de poder

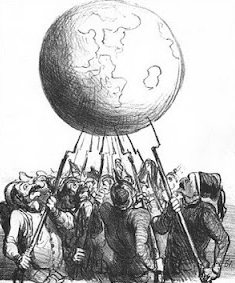
L’Equilibre Europea, caricatura política de 1866 (creada por Honoré Daumier) que representa al equilibrio de poder como hombres en uniformes militares balanceando al mundo con sus bayonetas.

El equilibrio de poder en las relaciones internacionales, o equilibrio de potencias, es una situación política internacional en la que cada Estado (cada potencia) intenta mantener el denominado statu quo o al menos una situación aproximada al equilibrio en sus relaciones con otros estados, a efectos de prevenir el ejercicio en exclusiva del poder por alguno de ellos en particular. La ruptura del equilibrio en favor de uno de esos estados, daría a este una situación de predominio, dominación, o hegemonía.
A través de la historia el equilibrio de poder ha sido un tema importante en la formulación y ejecución de la política exterior en las relaciones internacionales. La comparación de las relaciones entabladas entre las polis griegas del siglo V a. C. descritas por Tucídides (La historia de la guerra del Peloponeso), con las que se dieron entre las potencias europeas desde el siglo XVII al XX (Tratado de Westfalia, Tratado de Utrecht, Congreso de Viena, Sistema Metternich, Sistema Bismarck, Tratado de Versalles), o las que se establecieron a nivel global durante el siglo XIX con motivo de la disputa por las colonias (colonialismo o imperialismo); ejemplifican intentos pasados de establecer equilibrios de poder.
En la teoría política más reciente (a partir de la segunda mitad del siglo XX), el equilibrio de poder es un concepto clave para el denominado realismo, formulado a partir del comienzo de la Guerra Fría entre los Estados Unidos y la Unión Soviética. Según el realismo político (realpolitik), el objetivo principal de cada estado es maximizar su acumulación de poder, de modo que si todos los estados actuaran de la misma manera se lograría un equilibrio de poder entre ellos, de un modo semejante a como la teoría del liberalismo económico predice la consecución de un equilibrio económico si se deja actuar libremente a los agentes económicos siguiendo su propio interés en un mercado libre presidido por la ley de la oferta y la demanda.

## Historia

### Entre 1814 y 1919
Este artículo abarca la diplomacia global y, más en general, las relaciones mundiales de las grandes potencias, de 1814 a 1919, que enlaza con artículos más detallados. Las relaciones internacionales de los países menores están incluidas en sus propios artículos de historia. Esta era abarca el período entre el final de las guerras napoleónicas y el Congreso de Viena (1814-15), al final de la Primera Guerra Mundial y la Conferencia de Paz de París.
Entre los temas importantes de la época están la rápida industrialización y el creciente poder del Reino Unido, Europa y más tarde, de los Estados Unidos, con Japón surgiendo como gran potencia e imperio al final de este período. Esto llevó a una competición imperialista y colonialista por la influencia y el poder por todo el mundo, cuyo impacto aún es amplio y con consecuencias que llegan a la época actual. El Reino Unido estableció una red económica informal que, combinada con la Royal Navy, hizo de ella la nación más influyente de la época. Hablando en términos generales, no hubo conflictos graves entre las grandes potencias, siendo la mayor parte de las guerras escaramuzas entre beligerantes dentro de las fronteras de países concretos. En Europa, las guerras fueron mucho más pequeñas, más cortas y menos frecuentes que nunca. Este siglo tranquilo se quebró al estallar la Primera Guerra Mundial (1914-18), que fue inesperada en cuanto a su momento, duración, bajas, e impacto a largo plazo.
Al comienzo de este período hubo un acuerdo informal que reconocía cinco Grandes Potencias en Europa: el Imperio austríaco (más tarde Austria-Hungría), el Imperio británico, la Francia imperial (más tarde la tercera República francesa), el Reino de Prusia (más tarde el Imperio alemán) y el Imperio ruso. A este grupo se añadió a finales del siglo XIX, la recientemente unificada Italia. A principios del siglo XX, empezaron a ser respetadas como grandes potencias semejantes dos países no europeos, Japón y los Estados Unidos de América, pasarían a ser respetadas como grandes potencias semejantes.

### Tras la Primera Guerra Mundial
Estos propósitos, a pesar de los continuados esfuerzos de la diplomacia europea (Tratados de Locarno, 1925, Pacto Briand-Kellogg, 1928), fracasaron claramente en el convulso periodo que siguió a la crisis de 1929. Ya desde el inicio del periodo de entreguerras se venía dividiendo Europa en tres tipos de estados: las democracias occidentales (democracias liberales con sistema capitalista), lideradas por Francia y Gran Bretaña, la experiencia de construcción de un estado socialista en la Unión Soviética y los regímenes fascistas inspirados en la Italia de Mussolini y la Alemania de Hitler. El fracaso de la política de apaciguamiento con que los estados democráticos pretendían controlar el avance de la Alemania nazi, que desde la ocupación de poder por Hitler en 1933 comenzó un programa no oculto de incumplimiento del Tratado de Versalles y de la legalidad internacional que representaba la Sociedad de Naciones (rearme, implicación en la guerra civil española -en la que las democracias habían querido imponer el principio de no intervención-, remilitarización de Renania, Anschluss de Austria, crisis de los Sudetes e invasión de Checoslovaquia), quedó patente en la Conferencia de Múnich de 1938, y en última instancia condujo a la Segunda Guerra Mundial.
Esta se inició con un antinatural pacto germano soviético (1939), y acabó con una alianza temporal entre los aliados occidentales (liderados por los Estados Unidos) y la Unión Soviética. Esa circunstancia determinó la división de Alemania y de toda Europa en dos zonas de influencia separadas por un telón de acero (negociadas en la Conferencia de Yalta, 1944, y la Conferencia de Potsdam, 1945) entre las que figuraban una serie de estados tapón neutrales (Finlandia, Suecia, Suiza, Austria, Yugoslavia).
En la era posterior a la Segunda Guerra Mundial, denominada la Guerra Fría, se estableció una política de bloques en la que la paz se mantenía gracias a un equilibrio del terror sustentado por la certeza de la destrucción mutua asegurada (ambos bloques poseían el arma nuclear), y en la que la posibilidad de una guerra convencional limitada en un escenario europeo había quedado descartada, por la decisión con la que ambos bloques enfrentaron los conflictos que fueron surgiendo (el más grave, el bloqueo de Berlín de 1948). El Bloque del Este (militarmente denominado Pacto de Varsovia) quedó construido en la Europa Oriental ocupada por la Unión Soviética (y ampliado sucesivamente mediante violentos conflictos en espacios alejados de Europa, el Tercer Mundo -China, Corea, Vietnam, Cuba-). El Bloque Occidental (militarmente denominado OTAN) quedó construido en Europa Occidental, liderado por los Estados Unidos y en el que se fue formando y ampliando un fructífero proyecto de unión económica: el Mercado Común Europeo.
La distensión entre los dos bloques se expresó en la convocatoria de la Conferencia sobre la Seguridad y la Cooperación en Europa (llamada de Helsinki, 1975), que reafirmó la intangibilidad de las fronteras diseñadas en Yalta, aunque permitió la consideración de los derechos humanos como un punto clave en las relaciones internacionales, lo que en la práctica significó un reconocimiento del papel de la disidencia en los países del Este, que con el tiempo se demostró decisivo en la crisis de los regímenes comunistas.
El último episodio de la guerra fría en Europa fue una carrera de armamentos protagonizada por el despliegue de misiles de alcance intermedio (llamados euromisiles: los SS-20 soviéticos y los Pershing estadounidenses -quienes también desarrollaron el misil de crucero-). La Unión Soviética no estuvo en posición de soportar el deterioro económico que le produciría la continuidad de tal incremento de gasto militar, lo que contribuyó a su opción por una solución reformista (la perestroika de Gorbachov).

## Metodología
Para el mantenimiento o la restauración de tal equilibrio, los gobiernos de cada estado deben estar dispuestos a llevar a cabo diversas acciones de política internacional, desde las pacíficas (negociaciones diplomáticas, planteamiento de conflictos o crisis diplomáticas, establecimiento, ruptura o modificación de alianzas) hasta las agresivas (amenaza o uso de la fuerza, en distintas escalas hasta la guerra -que se suele definir en tales términos como guerra justa, legítima defensa como respuesta a una agresión o guerra preventiva, según el caso-); o al menos suelen justificar sus acciones como necesarias para tal objetivo.